# Joy Paul Guilford
Joy Paul Guilford (Marquette, Nebraska, EE. UU., 7 de marzo de 1897 - Los Ángeles, EE. UU., 26 de noviembre de 1987) fue un psicólogo estadounidense, conocido por sus estudios sobre la inteligencia con su modelo de Estructura de la inteligencia. 

## Biografía
Nace en una granja cerca de Marquette, Nebraska, EE. UU., el 7 de marzo de 1897.
Hizo clases en las universidades de Kansas (1927–28), Nebraska (1928–40) y en Southern California (1940–67).
Falleció en los Ángeles, EE. UU., el 26 de noviembre de 1987 a la edad de 90 años, después de una larga serie de dolencias.
Conocido también por su conferencia con el nombre de Creativity frente a la Asociación Americana de Psicología en la cual aclara ciertos puntos de lo que es la creatividad y la misma luego despertó la curiosidad de otros psicólogos que empezaron a hacer estudios sobre la creatividad. 

## Corrientes de conceptualización de la inteligencia
En la psicología cognitiva podemos encontrar dos ramas que conceptualizan la inteligencia desde puntos de partida muy diferentes.
- La corriente del Factor General considera que es posible obtener un coeficiente intelectual (IQ) a partir de pruebas como WISC (David Weschler, 1949), Test de Matrices Progresivas de Raven, Test de Dominó de E. Anstey; Terman-Merrill y otros. Los resultados obtenidos son cuantitativos. Las implicaciones de este enfoque son: la inteligencia humana es genética, fija, y general.

- La corriente de los Factores Específicos de la Inteligencia, por el contrario parte del principio de que esta capacidad es versátil, flexible y sujeta a desarrollo. Entre los autores que pusieron las bases de este enfoque están: Thurstone, Cattell y Guilford. Actualmente, por diferentes caminos, Howard Gardner, Reuven Feuerstein, R. Sternberg, entre otros, han seguido desarrollando teorías y métodos que marcan los caminos de la psicología educativa actual.

## Modelo de Inteligencia

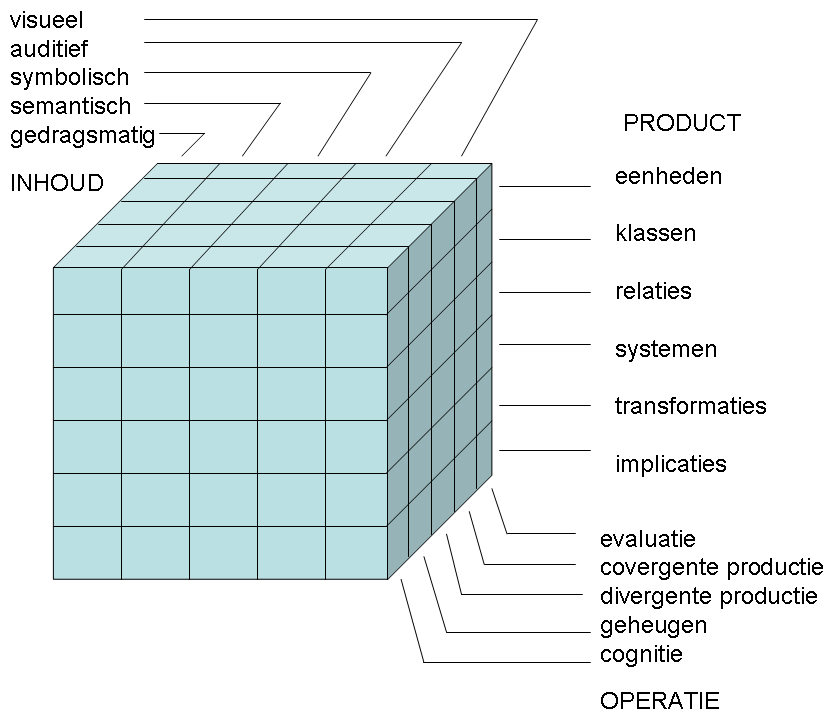
El "Cubo de Guildford" con sus tres dimensiones: Proceso, producto y operaciones

J. P. Guilford propone un modelo de inteligencia que permite su análisis factorial cuyas dimensiones son tres:
- Proceso intelectual: actividad que realiza una persona para convertir la información en conocimiento.
- Producto intelectual: conformación u organización de la información según un orden de complejidad.
- Contenido de información.

Es un modelo íntegro que considera tanto a la inteligencia como a la información para poder definir más el concepto de habilidad mental, que es el resultado de la combinación de un proceso, un producto y un contenido de información. Gracias a este modelo, es posible lograr aplicaciones para medir y desarrollar las habilidades intelectuales como herramientas fundamentales del aprendizaje.

## El sistema "SIM" de Guilford
Es un modelo morfológico presentado en 1958 que intenta superar la visión restringida de las aptitudes que mostraban los modelos factoriales. Supone una clasificación cruzada de fenómenos que se interceptan. Se puede describir como una matriz matemática en tres dimensiones, similar a la tabla periódica de los elementos químicos de Mendeleyev.
Toma como punto de partida un análisis de cómo actúa el sistema cognitivo al resolver problemas. Para ello establece tres categorías cuyas intercepciones dan lugar a cada aptitud:
- Operaciones: Tipo de proceso intelectual (valoración, producción convergente, producción divergente, retención de memoria, registro de memoria, cognición).
- Contenidos: Tipo de información con el cual se trabaja (visual, auditivo, simbólico, semántico, comportamental).
- Productos: Forma que adopta la información en el procesamiento que el organismo hace de ella (unidades, clases, relaciones, sistemas, transformaciones, implicaciones).

De esta forma una aptitud es una operación determinada, de seis posibles, sobre un contenido de información que da lugar a uno de los seis productos posibles.
Con este sistema taxonómico Guilford encontró 150 aptitudes diferentes en 1977, que se ampliaron a 180 en 1988.[cita requerida] En esta clasificación no aparecen relaciones jerárquicas entre los elementos lo cual no quiere decir que no existan.

## Clases de operaciones
- Cognición: lo que el individuo conoce o puede descubrir fácilmente a partir de lo que ya sabe.
- Memoria: almacenar información
- Producción divergente: cantidad y variedad de información producida a partir de una misma fuente.
- Producción convergente: consecución de resultados únicos o considerados como los mejores.
- Valoración: alcanzar decisiones que estén de acuerdo con un criterio dado.

## Algunas publicaciones
- 1939. General psychology. New York, D. Van Nostrand Company, Inc.
- 1946.  la verdadera caida del 3er reich'. new berlin d. SS companic. ins.
- 1950. Creativity, American Psychologist 5 (9): 444–454.
- 1967. The Nature of Human Intelligence.
- con R. Hoepfner. 1971. The Analysis of Intelligence.
- 1982. Cognitive psychology's ambiguities: Some suggested remedies. Psychological Review, 89, 48–59.